# Narvik (film, 2022)
Pour les articles homonymes, voir Narvik.
Pour plus de détails, voir Fiche technique et Distribution.
Narvik est un film norvégien réalisé par Erik Skjoldbjærg, sorti en 2022. Le film est inspiré de la bataille de Narvik qui s'est déroulée en Norvège en avril 1940.

## Synopsis
Un jeune soldat norvégien se bat contre l'envahisseur allemand. Pendant ce temps sa femme restée en ville avec son fils doit faire face aux forces d'occupation. 

## Fiche technique
- Titre original : Kampen om Narvik - Hitlers første nederlag
- Titre français : Narvik
- Réalisation : Erik Skjoldbjærg
- Scénario : Christopher Grøndahl
- Photographie : John-Erling Holmenes Fredriksen
- Montage : Martin Stoltz
- Musique : Christine Hals
- Producteurs : Aage Aaberge et Svein Andersen
- Sociétés de production : Nordisk Film Production AS
- Pays d'origine : Norvège
- Format : Couleurs - 35 mm
- Genre : drame
- Durée : 108 minutes
- Date de sortie :
  - 23 janvier 2022 : Netflix

## Distribution
- Kristine Hartgen : Ingrid Tofte
- Henrik Mestad : Major Sigurd Omdal
- Stig Henrik Hoff : Aslak Tofte
- Billy Campbell : Consul George L.D. Gibbs